# Nakatsukasa
Nakatsukasa (中務) est une poétesse de waka du milieu de l'époque de Heian au Xe siècle. Elle est une des cinq femmes figurant dans la liste des trente-six grands poètes. 
Nakatsukasa est par son père la petite-fille de l'empereur Uda et la fille de la poétesse dame Ise. Son père, Prince Atsuyoshi (敦慶親王, Atsuyoshi-shinnō) est responsable du Ministère central (nakatsukasa-kyō) et comme le nom de sa fille est inconnu, c'est l'intitulé de ce titre qui est utilisé pour la désigner. Elle entretient des liens et des relations avec un grand nombre de jeunes nobles, en particulier Minamoto no Saneakira, qui compte aussi parmi les trente-six grands poètes.
Nombre de ses poèmes sont inclus dans l'anthologie Gosen Wakashū. D'autres poèmes se trouvent dans les collections Saneakira-shū (信明集), Motosuke-shū (元輔集) et Minamoto no Shitagō-shū (元輔集))